# Matteo Maria Zuppi
Matteo Maria Zuppi (Roma, 11 ottobre 1955) è un cardinale e arcivescovo cattolico italiano, dal 27 ottobre 2015 arcivescovo metropolita di Bologna e dal 24 maggio 2022 presidente della Conferenza Episcopale Italiana.

## Biografia
È quinto dei sei figli di Enrico Zuppi, per oltre trent'anni direttore dell'Osservatore della Domenica, e di Carla Fumagalli, nipote del cardinale Carlo Confalonieri.

### Formazione e ministero sacerdotale
Nel 1973 ha conosciuto Andrea Riccardi, fondatore cinque anni prima della Comunità di Sant'Egidio, cominciando a collaborare con l'associazione dapprima nelle scuole popolari e poi con gli anziani soli e gli immigrati. Entrato nel seminario di Palestrina, ha conseguito il baccalaureato in teologia presso la Pontificia Università Lateranense, per laurearsi poi in lettere e filosofia alla Sapienza di Roma, con una tesi in storia del cristianesimo.
Il 9 maggio 1981 è stato ordinato presbitero, nella cattedrale di Sant'Agapito martire a Palestrina, da Renato Spallanzani vescovo della sede suburbicaria di Palestrina, per la quale è stato inizialmente incardinato. Appena dopo l'ordinazione, è stato nominato vicario parrocchiale della basilica di Santa Maria in Trastevere di Roma, mantenendo l'incarico per diciannove anni. Nel 1983, inoltre, ha assunto la rettoria della chiesa di Santa Croce alla Lungara, sempre nei rione Trastevere. Il 15 novembre 1988 è stato incardinato nella diocesi di Roma per la quale a partire dal 1995 è stato membro del consiglio presbiterale.
Nel 1990, collaborando con Andrea Riccardi, Jaime Pedro Gonçalves e Mario Raffaelli, ha svolto il ruolo di mediatore nelle trattative tra il governo del Mozambico (all'epoca controllato dai socialisti del Fronte di Liberazione del Mozambico) e il partito di Resistenza Nazionale Mozambicana, impegnati sin dal 1975 in una guerra civile. Dopo ventisette mesi di trattative, la mediazione condusse, il 4 ottobre 1992, alla firma degli accordi di pace di Roma, che sancirono la fine delle ostilità. Per questi eventi Zuppi e Riccardi sono stati nominati cittadini onorari del Mozambico. In seguito, ha continuato a operare con la cosiddetta "diplomazia parallela" della Comunità di Sant'Egidio.
Nel 2000 è diventato assistente ecclesiastico generale della Comunità di Sant'Egidio ed è succeduto a Vincenzo Paglia, nominato vescovo di Terni-Narni-Amelia, quale parroco della basilica di Santa Maria di Trastevere. Nel 2005 il cardinale vicario Camillo Ruini lo ha nominato prefetto della III prefettura di Roma. Il 30 marzo 2006 papa Benedetto XVI gli ha conferito il titolo onorifico di cappellano di Sua Santità.
Dal 2010, lasciata dopo 29 anni la basilica di Santa Maria in Trastevere e di conseguenza la III prefettura, è stato nominato parroco della chiesa dei Santi Simone e Giuda Taddeo a Torre Angela, tra le più popolose della città, assumendo dal 2011 il ruolo di prefetto della XVII prefettura di Roma.

### Ministero episcopale e cardinalato

#### Vescovo ausiliare di Roma

Stemma vescovile

Il 31 gennaio 2012 papa Benedetto XVI lo ha nominato vescovo ausiliare di Roma per il settore Centro e vescovo titolare di Villanova. Ha ricevuto l'ordinazione episcopale il 14 aprile seguente, nella basilica di San Giovanni in Laterano, per l'imposizione delle mani del cardinale Agostino Vallini, vicario generale per la diocesi di Roma, co-consacranti l'arcivescovo di Trani-Barletta-Bisceglie Giovanni Battista Pichierri e il vescovo di Terni-Narni-Amelia Vincenzo Paglia (poi arcivescovo).
È uno dei vescovi che ha celebrato la messa tridentina dopo il motu proprio Summorum Pontificum e dopo il motu proprio Traditionis custodes.

#### Arcivescovo di Bologna e presidente della CEI

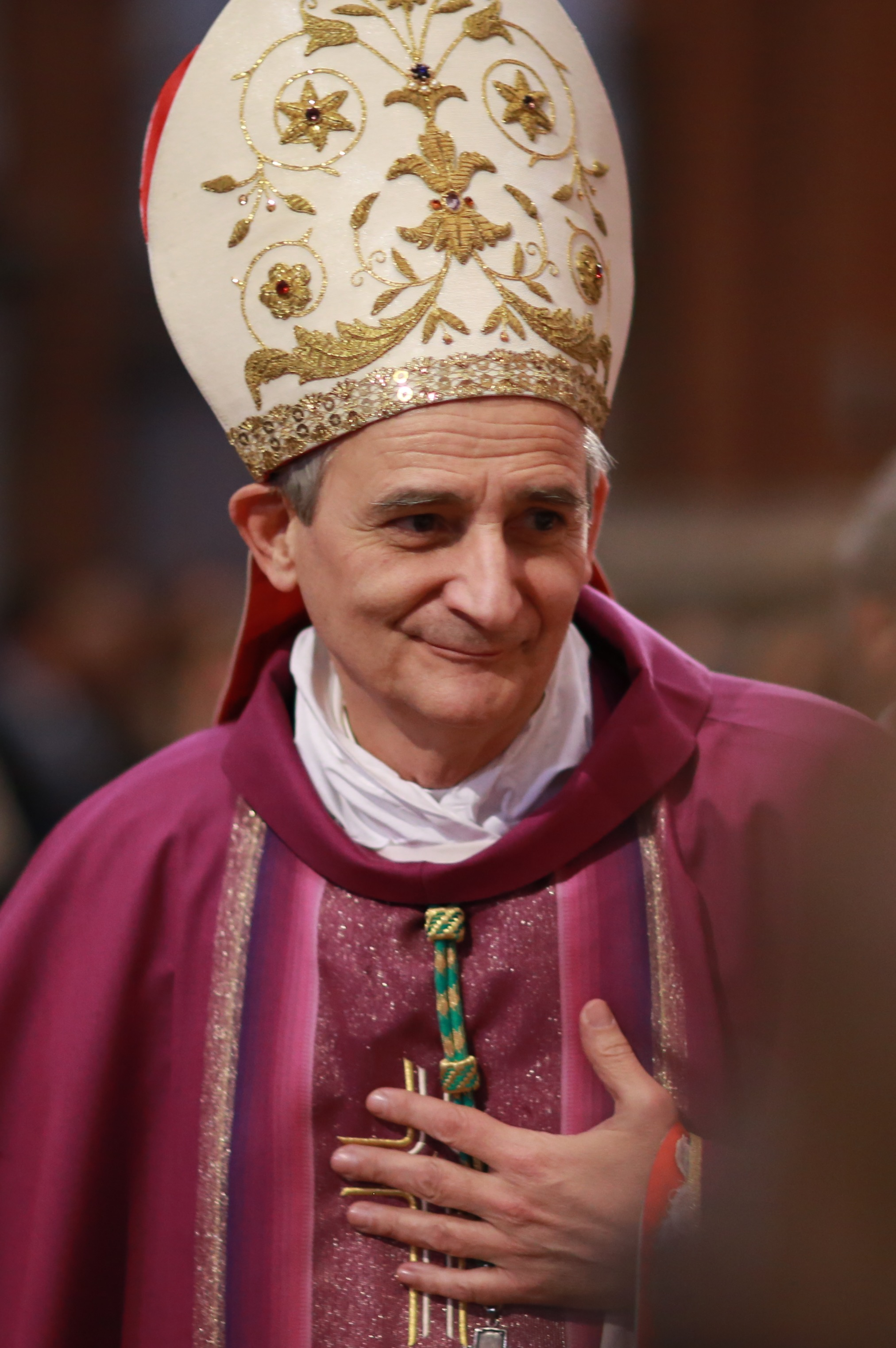
L'arcivescovo Matteo Maria Zuppi prende possesso dell'arcidiocesi di Bologna, il 12 dicembre 2015

Il 27 ottobre 2015 papa Francesco lo ha nominato arcivescovo metropolita di Bologna; in sostituzione del cardinale Carlo Caffarra, dimessosi per raggiunti limiti di età. Il 12 dicembre successivo ha preso possesso canonico dell'arcidiocesi aprendo, contestualmente, la porta santa della cattedrale di San Pietro, in occasione del Giubileo straordinario della misericordia. Dall'11 gennaio 2016 al 15 gennaio 2024 è stato presidente della Conferenza episcopale dell'Emilia-Romagna.
Il 29 giugno 2016 ha ricevuto il pallio nella basilica di San Pietro in Vaticano da papa Francesco. Il pallio, secondo le disposizioni del pontefice, gli è stato imposto dal nunzio apostolico Adriano Bernardini il successivo 4 ottobre, nella basilica di San Petronio, in occasione della festa del santo patrono, alla presenza dei vescovi delle diocesi suffraganee di Imola Tommaso Ghirelli, Ferrara-Comacchio Luigi Negri e Faenza-Modigliana Mario Toso.

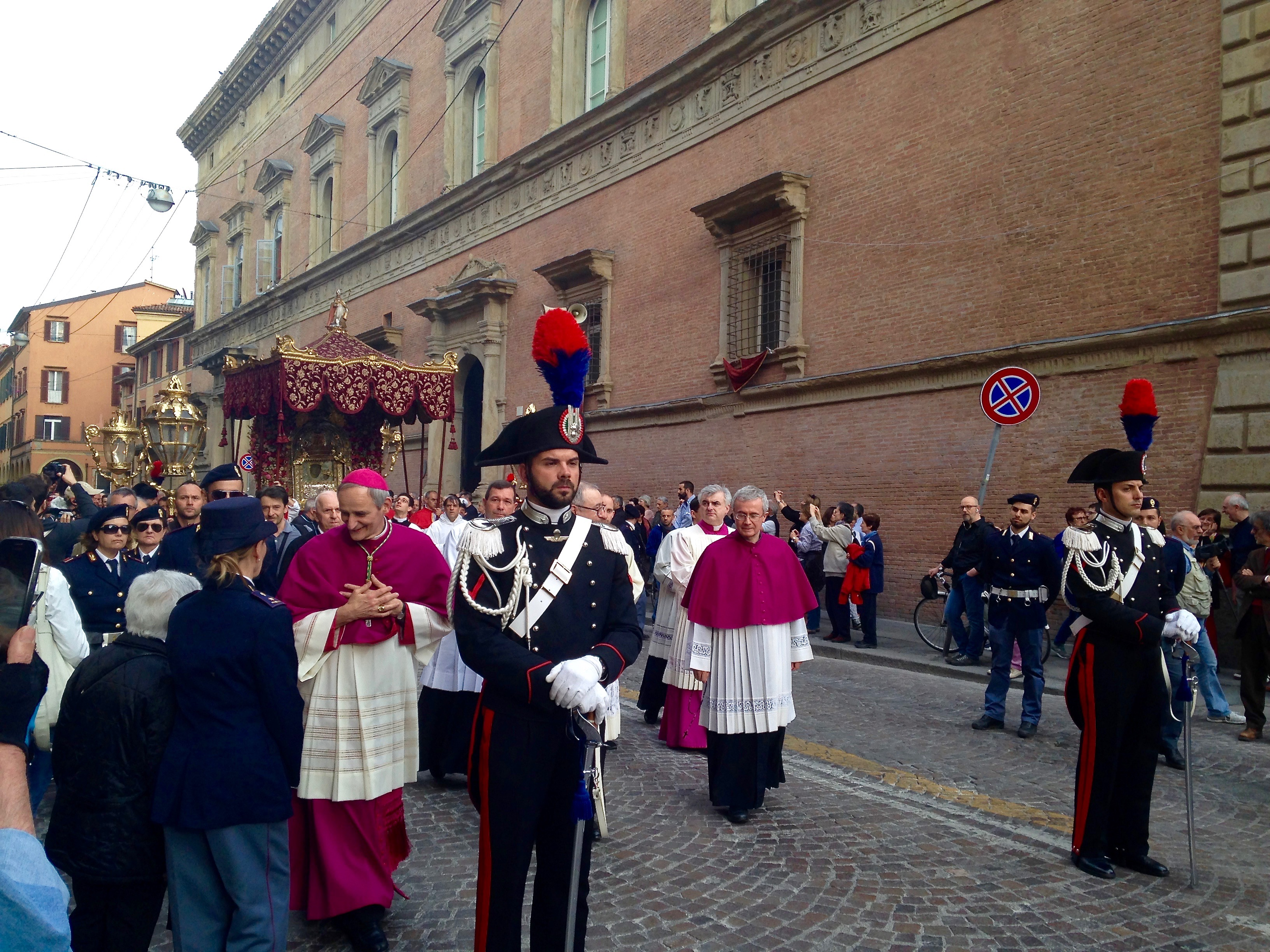
L'arcivescovo Zuppi mentre scorta nell'annuale processione l'icona della Madonna di San Luca nell'omonimo santuario, l'8 maggio 2016

Da arcivescovo di Bologna ha indetto il congresso eucaristico diocesano, svoltosi dal 13 novembre 2016 all'8 ottobre 2017, e, per la sua conclusione, ha accolto papa Francesco in visita pastorale a Bologna, il 1º ottobre. Il 9 settembre 2017, nella cattedrale di san Pietro, ha presieduto le esequie del suo predecessore, il cardinale Carlo Caffarra.
È stato membro del XV consiglio ordinario del Sinodo dei vescovi per i giovani. Successivamente papa Francesco lo ha nominato membro del Dicastero per il servizio dello sviluppo umano integrale dal 21 febbraio 2020 e membro dell'Amministrazione del patrimonio della Sede Apostolica dal successivo 18 aprile.
Durante l'Angelus del 1º settembre 2019, papa Francesco ne ha annunciato la creazione a cardinale nel concistoro del successivo 5 ottobre. attribuendogli il titolo cardinalizio di Sant'Egidio in Trastevere, istituito dal papa per l'occasione, del quale ha preso possesso l'11 gennaio 2020. Fino alla creazione a cardinale di Mauro Gambetti, è stato il porporato italiano più giovane.
Dalla stagione televisiva 2019-20 ha curato, alternandosi con diversi sacerdoti, la rubrica Le ragioni della speranza all'interno del programma di Rai 1 A Sua immagine, mentre il 27 ottobre 2019 è stato ospite del programma Che tempo che fa, condotto da Fabio Fazio. Sempre nel 2019 ha pubblicato il libro Odierai il prossimo tuo come te stesso, incentrato sull'odio sociale e l'odio interno alla Chiesa. Dopo la sua creazione a cardinale, il regista e sceneggiatore Emilio Marrese ha prodotto il film Il Vangelo secondo Matteo Z. - Professione Vescovo, nel quale racconta l'impegno profuso dall'arcivescovo per gli ultimi. 
Il 9 ottobre 2021 gli è stata conferita la cittadinanza onoraria di Veroli, in provincia di Frosinone, comune d'origine della nonna paterna.
Il 14 gennaio 2022, nella basilica di Santa Maria degli Angeli e dei Martiri, ha presieduto la celebrazione dei funerali di Stato del presidente del Parlamento europeo David Sassoli, suo amico dai tempi del liceo.
Il 24 maggio 2022 papa Francesco lo ha nominato presidente della Conferenza Episcopale Italiana, in sostituzione del cardinale Gualtiero Bassetti, scegliendolo da una terna di nomi, proposta il giorno stesso dall'assemblea della CEI, che comprendeva anche il cardinale Augusto Paolo Lojudice e il vescovo Antonino Raspanti. Il 2 giugno 2023 papa Francesco lo ha nominato giudice della Corte di cassazione dello Stato della Città del Vaticano, con decorrenza dal 1º gennaio 2024.
Il 12 ottobre 2022 ha ottenuto dall'Università "La Sapienza" di Roma il dottorato di ricerca honoris causa in studi politici. e il 12 aprile 2024 dall'Università di Catania la laurea magistrale honoris causa in Global Politics and Euro-Mediterranean Relations.

#### Missione di pace
Il 20 maggio 2023 papa Francesco lo ha incaricato di guidare la missione diplomatica della Santa Sede finalizzata ad «allentare le tensioni nel conflitto in Ucraina», il cui scopo principale era promuovere gesti di umanità e costruire le premesse perché potesse essere raggiunta una pace giusta. La missione si è tradotta in cinque viaggi diplomatici a Kiev (5-6 giugno), Mosca (28-29 giugno), Washington (18 luglio), Pechino (13-15 settembre) ed infine a Mosca (14-16 ottobre 2024).

## Posizioni teologiche e sociali
Nel luglio 2024 ha dichiarato che per amare il prossimo la fede in Dio non sempre è necessaria, esistendo notevoli esempi di altruismo anche tra quanti ne sono privi. Essa è strumentale all'amore per il prossimo. Le sue parole sono state all'origine di una lettera di risposta del vescovo scomunicato Carlo Maria Viganò che ne ha criticato il progressismo, l'apertura all'accoglienza degli immigrati irregolari, l'inclusività e le posizioni non tradizionaliste nei confronti dei musulmani e della comunità LGBT.
Ha difeso la Fiducia supplicans spiegando:

## Genealogia episcopale e successione apostolica
La genealogia episcopale è:
- Cardinale Scipione Rebiba
- Cardinale Giulio Antonio Santori
- Cardinale Girolamo Bernerio, O.P.
- Arcivescovo Galeazzo Sanvitale
- Cardinale Ludovico Ludovisi
- Cardinale Luigi Caetani
- Cardinale Ulderico Carpegna
- Cardinale Paluzzo Paluzzi Altieri degli Albertoni
- Papa Benedetto XIII
- Papa Benedetto XIV
- Cardinale Enrico Enriquez
- Arcivescovo Manuel Quintano Bonifaz
- Cardinale Buenaventura Córdoba Espinosa de la Cerda
- Cardinale Giuseppe Maria Doria Pamphilj
- Papa Pio VIII
- Papa Pio IX
- Cardinale Alessandro Franchi
- Cardinale Giovanni Simeoni
- Cardinale Vincenzo Vannutelli
- Cardinale Giovanni Battista Nasalli Rocca di Corneliano
- Cardinale Marcello Mimmi
- Arcivescovo Giacomo Palombella
- Cardinale Michele Giordano
- Cardinale Agostino Vallini
- Cardinale Matteo Maria Zuppi

La successione apostolica è:
- Vescovo Giovanni Mosciatti (2019)
- Arcivescovo Giorgio Ferretti (2023)

## Araldica
| Stemma | Descrizione |
| ------ | --- |
|        | Nello stemma vi sono: - il libro del Vangelo, su cui è incisa la frase, tratta dal Vangelo secondo Giovanni, "Levate oculos vestros ad messem" (Alzate i vostri occhi e guardate la messe); - un fiume, che ricorda Roma, sua città natale, fondata sul fiume Tevere; - la Croce con l'A e l'Ω, segno di Cristo, considerato inizio e fine di tutte le cose secondo una simbologia derivata dall'Apocalisse di Giovanni, presente sull'arco trionfale della basilica di Santa Maria in Trastevere a Roma, dove l'arcivescovo ha vissuto gran parte del suo ministero sacerdotale. |

## Opere
- Matteo Maria Zuppi, La Confessione, il perdono per cambiare, Cinisello Balsamo, Edizioni San Paolo, 2010, ISBN 978-88-215-6821-3.
- Matteo Maria Zuppi, Guarire le malattie del cuore: itinerario quaresimale, Cinisello Balsamo, Edizioni San Paolo, 2013, ISBN 978-88-215-7649-2.
- Andrea Santoro e Matteo Maria Zuppi, Lettere dalla Turchia, Dimensioni dello spirito, Cinisello Balsamo, San Paolo, 2016,  p. 299, OCLC 1045972356.
- Matteo Zuppi, Guarire le malattie del cuore, Cinisello Balsamo, Edizioni San Paolo, 2016, ISBN 978-88-215-9784-8.
- Matteo Maria Zuppi, Non ci ardeva forse il cuore?, Libreria della Dottrina Cristiana, 2017, ISBN 978-88-010-6394-3.
- Matteo Zuppi, Mai più soli. Via Crucis, Bologna, Edizioni Dehoniane Bologna, 2019, ISBN 978-88-107-1096-8.
- Matteo Maria Zuppi, Odierai il tuo prossimo come te stesso. Perché abbiamo dimenticato la fraternità, Casale Monferrato, Edizioni Piemme, 2019, ISBN 978-88-566-7233-6.
- Matteo Maria Zuppi e Andrea Sagré, Le parole del nostro tempo, 2020, ISBN EAN 9788810559727.
- Matteo Maria Zuppi, «Fratelli tutti». Presentazione della lettera enciclica di papa Francesco, Reggio Emilia, Edizioni San Lorenzo, 2020, ISBN 9788880712800.
- Paola Ziccone e Matteo Maria Zuppi, Verso Ninive, Soveria Mannelli, Rubbettino Editore, 2021, ISBN 9788849867060.
- Matteo Maria Zuppi, Fratelli tutti. Davvero - Uomini e donne in dialogo con il cardinale Matteo Maria Zuppi, a cura di Corrado Caiano e Nicoletta Ulivi, Cantalupa, Effatà, 2021, ISBN 9788869297632.
- Matteo Maria Zuppi e Paolo Cugini, Quale Chiesa?, Reggio Emilia, Edizioni San Lorenzo, 2021, ISBN 9788880713005.
- Matteo Maria Zuppi e Renato Colizzi, E io vi ristorerò. Sperare in tempi di fragilità, Apostolato della Preghiera, 2024, ISBN 9788873577140.
- Matteo Maria Zuppi, Il futuro inizia oggi. Discorsi 2022-2024, Edizioni Dehoniane Bologna, 2024, ISBN 9788810978733.
- Matteo Maria Zuppi e Walter Veltroni, Non arrendiamoci. Il presidente della CEI e un osservatore laico in dialogo sui valori del nostro tempo, Biblioteca Universale Rizzoli, 2024, ISBN 9788817186407.
- Matteo Maria Zuppi, Giuseppe Baturi e Giuseppe Contaldo, A vele aperte. Riflessioni sul discorso di papa Francesco al Consiglio Nazionale del Rinnovamento nello Spirito Santo, Rimini, Edizioni RnS, 2024, ISBN 9791281618169.